# 1984년 동계 올림픽 미국령 버진아일랜드 선수단
1984년 동계 올림픽 미국령 버진아일랜드 선수단은 유고슬라비아 사라예보에서 개최된 1984년 동계 올림픽에 참가한 올림픽 미국령 버진아일랜드 선수단이다.

## 스피드 스케이팅

### 남자
| 선수          | 종목  | 경주    | 경주 |
| 선수          | 종목  | 기록    | 순위 |
| ------------- | ----- | ------- | ---- |
| 에롤 프레이저 | 500m  | 43.47   | 40   |
| 에롤 프레이저 | 1000m | 1:30.59 | 42   |

## 참조
- 올림픽 공식 결과 보관됨 2012-02-04 - 웨이백 머신